# Золотов, Семён Митрофанович
Семен Митрофанович Золотов (1 сентября 1916, село Криуша, теперь Вознесенского района Нижегородской области, Российская Федерация — ?)  — советский военный политработник, член Военного совета—начальник Политического управления Центральной группы войск, генерал-лейтенант. Депутат Верховного Совета УССР 8-го созыва.

## Биография
Окончил школу, затем фабрично-заводское училище в городе Выксе Горьковской области РСФСР. В 1938 году окончил Горьковский учительский институт. В 1938-1939 годах работал учителем, а затем директором средней школы в Выксунском районе Горьковской области.
С октября 1939 года — в Красной армии. Участник советско-финской войны с 1939 по 1940 год.
Член ВКП(б) с 1940 года. В 1941 году окончил Калининский высший военно-педагогический институт.
Участник Великой Отечественной войны с октября 1941 года. Служил помощником начальника политического отдела стрелковой дивизии, старшим инструктором по комсомольской работе политического отдела 39-й армии Калининского фронта, старшим инструктором по комсомольской работе политического управления 3-го Белорусского фронта.
С 1945 года работал инструктором отдела по работе среди комсомольцев Главного политического управления Рабоче-Крестьянской Красной армии. После войны находился на руководящей военно-политической работе.
На 1956 год — начальник политического отдела 31-й гвардейской воздушно-десантной дивизии, которая принимала участие в подавлении Венгерского восстания 1956 года.
В 1968-1973 годах — член Военного совета — начальник Политического управления Центральной группы советских войск (Чехословакия). Участник операции «Дунай» (входа в Чехословакию советских войск в 1968 году).
Служил заместителем командующего бронетанковых войск Советской армии по политической части.
Затем — в отставке в городе Москве. Автор автобиографической книги «От рядового до генерала».

## Сочинения
- Золотов С. М. От рядового до генерала. Автобиографическая повесть. — М.: б/и, 2000. — 216 с.

## Награды
- три ордена Красного Знамени (7.03.1957, 21.02.1969,)
- три ордена Красной Звезды (14.04.1943, 14.04.1945,)
- два ордена Отечественной войны 1-й ст. (4.10.1943, 6.11.1985)
- орден «Знак Почета»
- медаль «За победу над Германией в Великой Отечественной войне 1941-1945 годов»
- медали